# Laurent Élie Badessi
 (février 2021).
Pour les articles homonymes, voir Badessi.
Laurent Élie Badessi, né en 1964 à Avignon, est un photographe français basé aux États-Unis.
Il utilise la méthode de la « photographie négociée » de Michel Séméniako. Il est remarqué par la Bourse du talent 2017 pour sa série « L'Âge de l'innocence ».

## Biographie
Il fait partie d'une famille qui fait de la photographie depuis quatre générations.
Il fait des Études de lettres à l'université d'Avignon et une formation à la photographie à l'université Paris VIII.
Il passe deux mois au Niger et gagne le prix de la Bourse de l'aventure en 1988 et obtient la Bourse du Talent en 2017.

### L'Âge de l'innocence
Il s'agit  d'un projet de portraits sociologiques sur le rapport affectif des enfants (moins de 15 ans) — filles et garçons — et des adolescent(e)s (15 à 17 ans) américains —  avec les armes à feu factices et réelles.